# Crocifisso di San Faustino
Il Crocifisso di San Faustino è un crocifisso in legno attribuibile a un maestro intagliatore lombardo, databile alla fine del XV secolo e conservato nella chiesa dei Santi Faustino e Giovita di Brescia, sul lato destro dell'accesso al presbiterio.

## Storia
Il crocifisso ha sempre fatto parte del patrimonio di arredi liturgici della chiesa e, pertanto, la commissione è da attribuire ai monaci che gestivano il monastero attiguo. La gestione di quest'ultimo, però, passò nel 1490 alla Congregazione di Santa Giustina da Padova e, visto che l'opera è databile alla fine del Quattrocento, non è dato sapere se la commissione provenne dai monaci secolari o dai nuovi ingressi benedettini.
In origine doveva essere appeso alla chiave di volta dell'arco santo, come consuetudine, mentre la collocazione attuale risale a dopo il cantiere di ricostruzione integrale della chiesa.

## Descrizione
Dell'opera si sono conservati sia la scultura di Gesù, sia il crocifisso vero e proprio, assieme al titulus crucis in sommità.
La scultura presenta ancora il rivestimento cromatico originario, composto dalle rigature di sangue e dalla policromia della grande aureola applicata sopra la testa di Gesù.

## Stile
L'opera è da attribuire a un maestro intagliatore lombardo della fine del XV secolo, dotato di maestria tecnica e grande capacità di resa sentimentale. Il corpo di Cristo è esemplato sul canonico schema che sembra caratterizzare ogni crocifisso ligneo tra il XV e il XVI secolo: assoluta pacatezza delle membra, assoluta simmetria dei dettagli che delineano la distensione regolarissima delle braccia, parallelismo delle gambe che si incrociano solo in corrispondenza dei piedi, tensione del costato con ossa prominenti sulla contrazione del ventre.
Al clima di forte simmetria generalizzata appartiene anche il perizoma, a doppia arcatella sovrapposta sul davanti con due eleganti ricadute del drappeggio, senza alcun svolazzo laterale. L'opera si caratterizza quindi per un generale senso di simmetria ed eleganza, maestà e calma diffuse su tutto il corpo del Cristo martirizzato, affisso alla croce senza esasperazioni dolorose o contrazioni deformanti.
Unica nota di dolore rilevabile è nel capo di Gesù, lievemente reclinato e rigato dalle colature di sangue, dalle palpebre appesantite e la bocca dischiusa nell'affanno del respiro. Anche in questo caso, però, si tratta di un sentimento sommesso, reso senza iperboli con molta maestria tecnica.